# Geoff Smith (Eishockeyspieler)
Geoff Arthur Smith (* 7. März 1969 in Edmonton, Alberta) ist ein ehemaliger kanadischer Eishockeyspieler und -trainer, der von 1989 bis 1999 für die Edmonton Oilers, Florida Panthers und New York Rangers in der National Hockey League gespielt hat.

## Karriere
Geoff Smith wurde im NHL Entry Draft 1987 in der dritten Runde als insgesamt 63. Spieler von den Edmonton Oilers ausgewählt. Zunächst spielte er jedoch ein Jahr für die Eishockeymannschaft der University of North Dakota, ehe er zu Beginn der Saison 1988/89 zu den Kamloops Blazers aus der Western Hockey League wechselte. In seiner Rookiesaison, der Spielzeit 1989/90 der National Hockey League, gewann Geoff Smith gleich im ersten Anlauf mit Edmonton den Stanley Cup. Zu Beginn der Saison 1993/94 gaben die Oilers den Verteidiger an die Florida Panthers ab, bei denen er bis 1997 blieb. Anschließend erhielt der Kanadier einen Vertrag als Free Agent bei den New York Rangers. Nach einem Wechsel zu den St. Louis Blues im Februar 1999 beendete er in Diensten des Farmteams Worcester IceCats im Sommer 1999 seine aktive Karriere.
Von 2008 bis 2011 arbeitete Smith als Assistenztrainer bei den Kamloops Blazers in der WHL.

### International
Für Kanada nahm Geoff Smith an der Junioren-Weltmeisterschaft 1989 und der Weltmeisterschaft der Herren 1993 teil.

## Erfolge und Auszeichnungen
- 1989 WHL West Second All-Star Team
- 1990 NHL All-Rookie Team
- 1990 Stanley-Cup-Gewinn mit den Edmonton Oilers